# Kaľamenová
Kaľamenová – wieś i gmina (obec) w powiecie Turčianske Teplice, kraju żylińskim, w północno-centralnej Słowacji.

## Położenie
Znajduje się w Kotlinie Turczańskiej, ok. 7 km na północny zachód od Turčianskych Teplic i 28 km na południowy zachód od Martina. Zabudowania wsi leżą na prawym brzegu potoku Jasenica, lewobrzeżnego dopływu Turca.

## Historia
Wieś lokowana w roku 1240. Należała kolejno do Lieskovskych, w XV w. do Kalamenów, a od XVI w. do Rakovskych (1546) i Horvathów.

## Zabytki
- Dwór z końca XVII w., pierwotnie późnorenesansowy, w XVIII w. uzupełniony barokowymi przybudówkami[7].

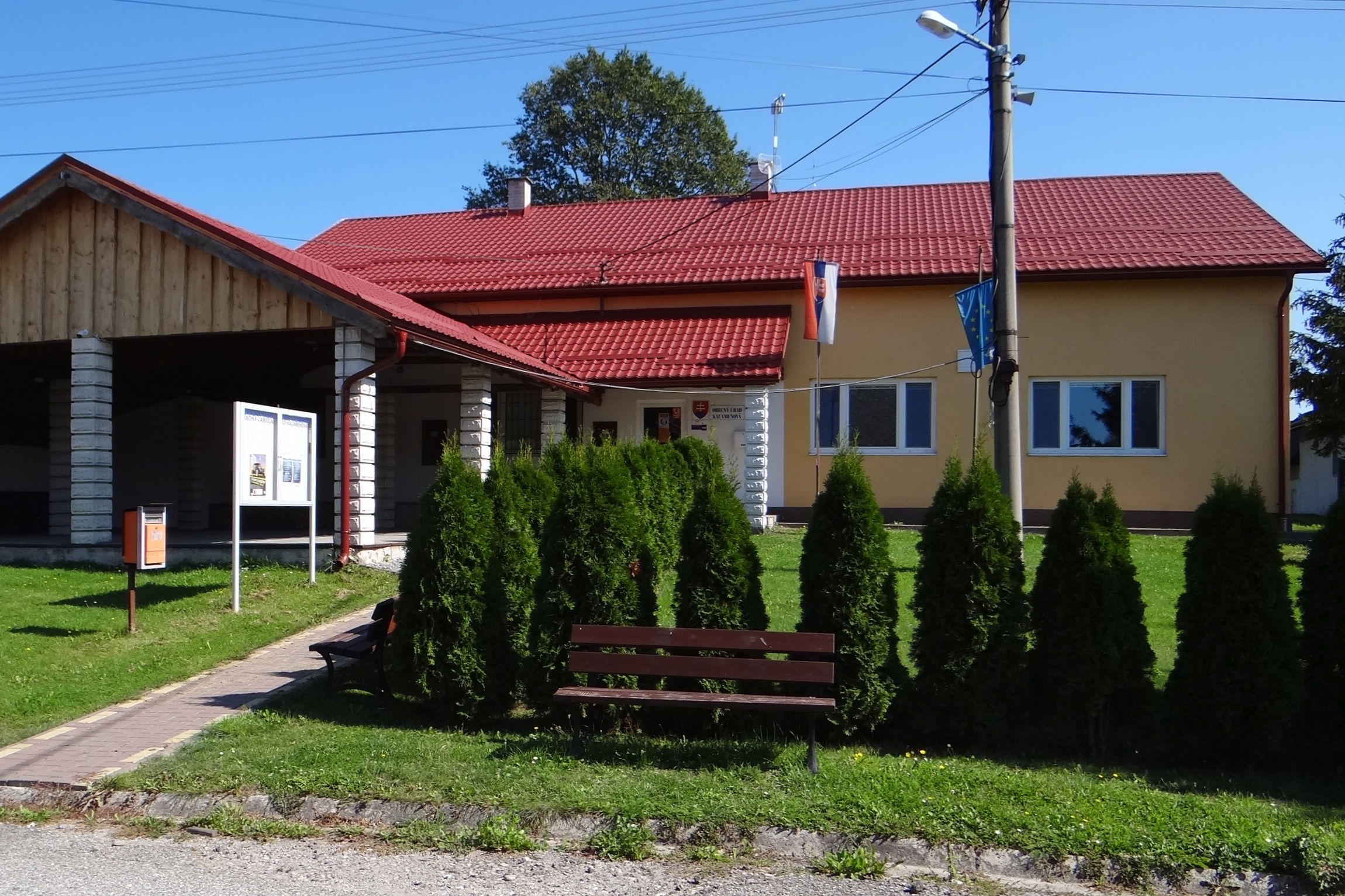
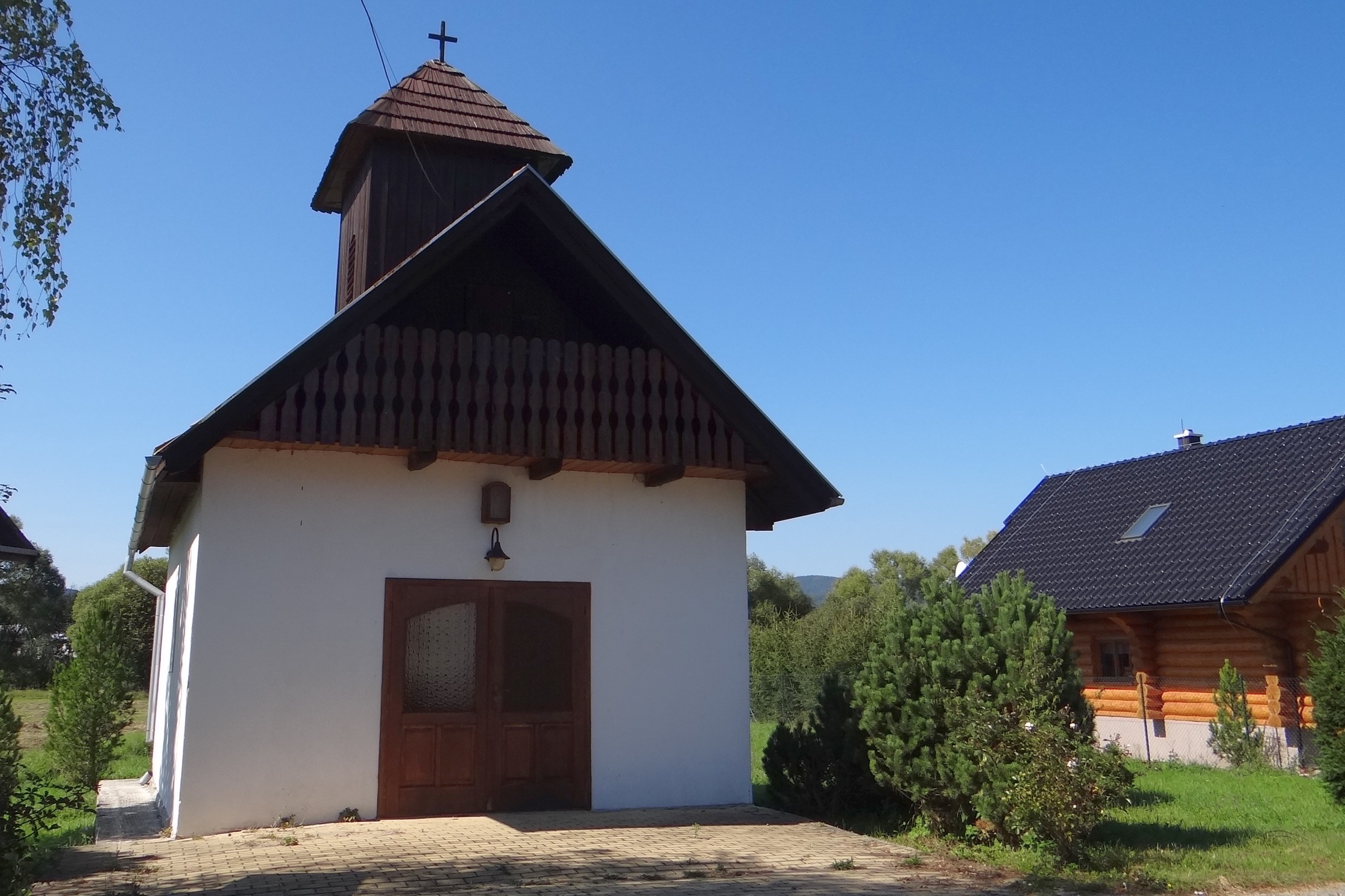
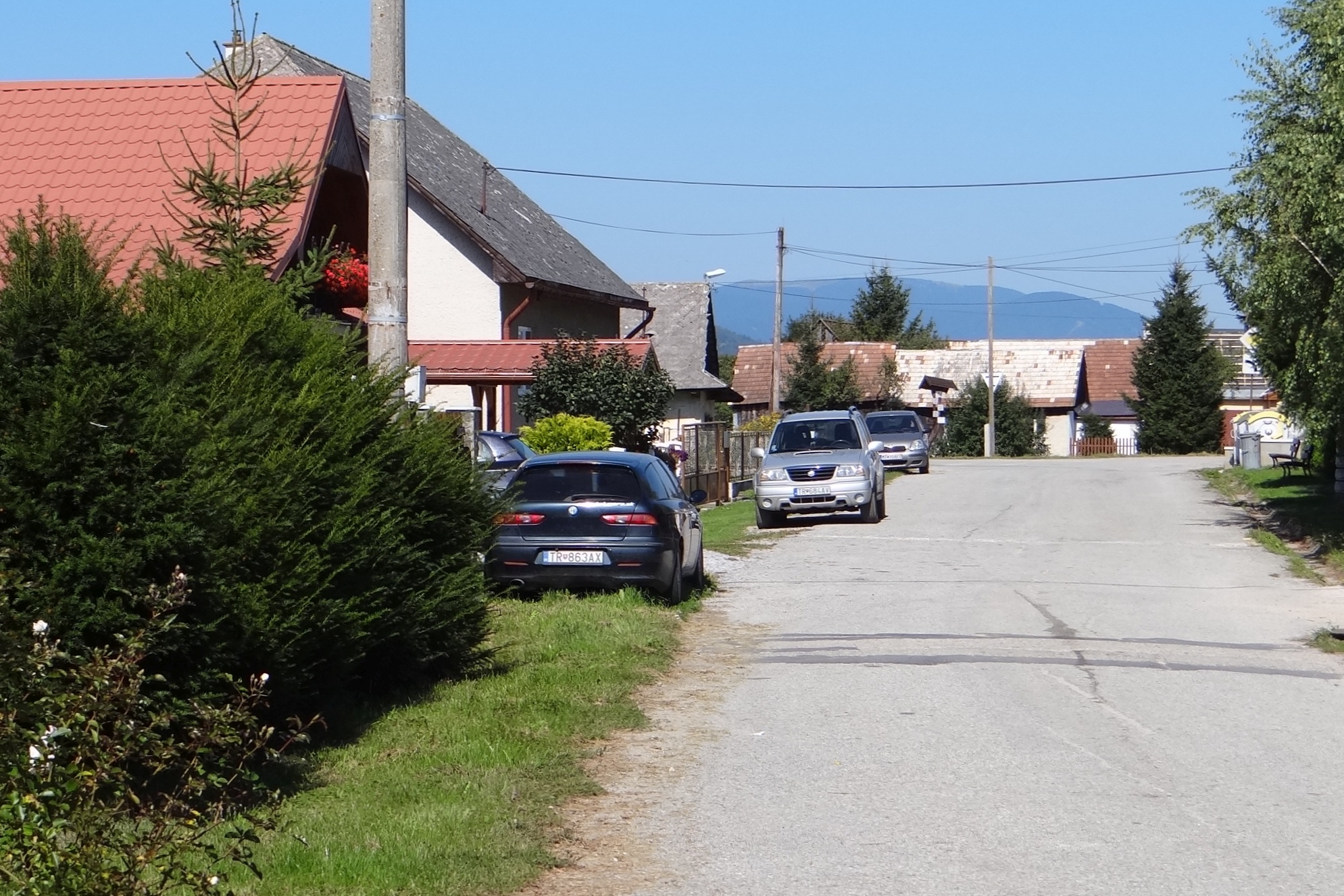